# Màlie Kopioni
Màlie Kopioni (en rus: Малые Копёны) és un poble de l'óblast de Saràtov, a Rússia, segons el cens del 2010 tenia 311 habitants. Pertany al districte municipal d'Atkarsk.